# Ønslev
Ønslev er en landsby på Falster beliggende i Ønslev Sogn, 10 kilometer nord for Nykøbing Falster. Landsbyen har 389 indbyggere  (2024), ligger i Guldborgsund Kommune og tilhører Region Sjælland.